# Pjotr Pletnjov
Pjotr Aleksandrovitj Pletnjov (ryska: Пётр Александрович Плетнёв), född 13 september (gamla stilen: 1 september) 1791 i guvernementet Tver, död 10 januari 1866 (gamla stilen: 29 december 1865) i Paris, var en rysk litteraturvetare och -kritiker.
Pletnjov blev 1832 professor i rysk litteratur vid Sankt Petersburgs universitet och var 1840-61 dess rektor. Han var personligen bekant med Vasilij Zjukovskij, Aleksandr Pusjkin och Nikolaj Gogol och blev mycket betydelsefull för den ryska litteraturkritiken genom att framhålla det nationella i dikten och dess samhörighet med folkpoesin och med det verkliga livet.
Jämte baron Anton Delvig och Pusjkin redigerade han från 1824 den vittra kalendern "Sievernye tsvjety" och efterträdde Pusjkin som redaktör för tidskriften "Sovremennik" (1838-46). Värdefull är hans studie över Gogols "Döda själar" i nämnda tidskrift (1842). Hans skrifter och brevväxling utgavs i tre band 1885 av Jakov Grot, som också publicerade sin egen intressanta korrespondens med Pletnjov (1896; Pletnjovs brevväxling med Grot finns i svensk översättning i band 106 av Svenska litteratursällskapets i Finland "Skrifter", 1912).